# ديمقراطية معيبة
الديمقراطيات المعيبة أو المشوهة أو غير المكتملة هي ديمقراطيات ذات عيوب معينة. اقتُرح هذا المفهوم من قبل علماء السياسية فولفغانغ ميركل، وهانز يورغن بول، وأوريل إس كرواسان في بداية القرن الحادي والعشرين لصقل التباين المعتاد بين الأنظمة السياسية الشمولية والسلطوية والديمقراطية. يقوم هذا المفهوم على مفهوم الديمقراطيات المدمجة. هناك 4 أشكال مختلفة من الديمقراطيات المعيبة، يختلف كل منها بالمواصفات التي تجعل من هذه الديمقراطيات معيبة. تختلف كيفية وصول كل دولة إلى الحد الذي تتحول فيه إلى ديمقراطية معيبة، وذلك على أساس كل حالة على حدة ولكن بوجود بعض المواضيع المشتركة. أحد المواضيع المتكررة الذي له تأثير كبير على ديمقراطية الدولة هو الموقع الجغرافي لهذه الدولة. يمكن أن يكون لهذا تأثير كبير بسبب الدول المحيطة والتأثير الذي يمكن أن تملكه على الدول الأخرى في المنطقة. من الأسباب الأخرى للديمقراطيات المعيبة: مسار التحديث، ومستوى التحديث، والاتجاهات الاقتصادية، ورأس المال الاجتماعي، والمجتمع المدني، والمؤسسات السياسية، والتعليم.

## ديمقراطيات سليمة
هناك العديد من الأشكال المختلفة للديمقراطية المعيبة. من أجل الفهم الكامل لما يجعل الديمقراطية معيبة، يجب على المرء أولًا أن ينظر إلى ماهية الشكل الديمقراطي للحكومة، وما الذي يجعل النظام الديمقراطي المذكور سليمًا. الديمقراطية هي نظام حكم يمارس فيه المواطنون الخاصون سلطتهم كمواطنين في تلك الدولة مباشرة عن طريق انتخاب مسؤولين في الهيئة الحاكمة، مثل مجلس النواب الأمريكي.
تتكون الديمقراطيات السليمة من العديد من الأجزاء الرئيسية، وعندما لا تتطابق كل هذه الأجزاء وتعمل مع بعضها العض، يمكن تصنيف الديمقراطية على أنها معيبة. وتتمثل الأجزاء الرئيسية لجميع الديمقراطيات في الاقتراع العام، والانتخابات الحرة والنزيهة التي تُجرى بصورة متكررة، ووجود أكثر من حزب سياسي حاكم واحد، ومصادر متعددة للمعلومات في البلاد، والحقوق القائمة لجميع الأشخاص، وأن تجري عملية صنع القرار بواسطة الناخبين دون أي عوائق من قبل نخبة البلاد أو الشخصيات المؤثرة الخارجية.

## ديمقراطية حصرية
الديمقراطيات الحصرية هي ديمقراطيات معيبة لأنه في هذه الحالات لا يملك جميع المواطنين البالغين حق الاقتراع. الأمر الذي يؤدي إلى انتخابات غير عادلة مع عدم تحقيق سيادة حقيقية للشعب. تقدمت الديمقراطية الأمريكية خطوة كبيرة إلى الأمام مع تشريع التعديل التاسع عشر لدستور الولايات المتحدة. ظهر هذا التعديل بسبب حركة حق النساء في التصويت، وكفل لجميع المواطنين في الولايات المتحدة الأمريكية الحق في التصويت، بغض النظر عن الجنس. ضمنت الموافقة على التعديل المذكور ألا تبقى الولايات المتحدة ذات ديمقراطية حصرية.

## الديمقراطية الخاضعة للسيطرة
تحدث الديمقراطية الخاضعة للسيطرة عندما تسيطر الجيوش، أو رجال الأعمال، أو ملّاك الأراضي، أو المليشيات المحلية، أو الشركات متعددة الجنسيات على بعض المجالات السياسية وتستخدم حق النقض (الفيتو) لأخذ السلطة من أيدي المسؤولين المُنتخبين ديمقراطيًا. أحد الأمثلة على الديمقراطية المعيبة بشكل الديمقراطية الخاضعة للسيطرة هو عندما يحدث انقلاب عسكري ويستولي على السلطة من الحكومة العاملة. يحدث هذا النوع من الديمقراطية المعيبة في الغالب في أمريكا اللاتينية وجنوب شرق آسيا.
مثال على انقلاب عسكري نتج عنه ديمقراطية خاضعة للسيطرة هو عندما في عام 2017 سيطرت قوات الدفاع في زيمبابوي على هيئة إذاعة زيمبابوي، وعلى مناطق رئيسية في المدينة، ووضعت أيضًا رئيس زيمبابوي روبرت موغابي تحت الإقامة الجبرية. في هذه الحالة، كان الانقلاب ناجحًا وبعد استقالة روبرت موغابي، أصبح إيمرسون منانغاغوا بسلام الرئيس الثالث لزمبابوي. رغم أن الديمقراطية الخاضعة للسيطرة في زيمبابوي كانت مؤقتة، فقد تحرك الجيش ضد رئيسهم الحالي من أجل تحقيق أهداف سياسية مختلفة فضّلها شعب زيمبابوي. لم تستمر الديمقراطية الخاضعة للسيطرة طويلًا في زيمبابوي، إذ نجح الانقلاب العسكري وبقيت بعده زيمبابوي، كما كانت من قبل، ذات نظام سلطوي، وفقًا لمؤشر الديمقراطية.

## الديمقراطية غير الليبرالية
عندما لا يعود المسؤولون المنتخبون ملتزمين بالمبادئ الدستورية بسبب تدهور السلطة التي تملكها الهيئة القضائية؛ يصبح لدينا ديمقراطيات غير ليبرالية. في هذه الديمقراطيات، تكون سيادة القانون معطوبة أو معيبة، ويكون للقواعد الدستورية تأثير ضئيل أو معدوم على المسؤولين المنتخبين وأفعالهم. تُلغى الحقوق المدنية الفردية جزئيًا أو لا تُقرَّر. الديمقراطية غير الليبرالية هي الشكل الأكثر شيوعًا للديمقراطية المعيبة ويمكن إيجادها في جميع أنحاء العالم.
فنزويلا هي مثال على الديمقراطية غير الليبرالية. في عام 2017، أجرت فنزويلا انتخابات لحكام الولايات، وهي انتخابات حملت الكثير من الجدل. اكتسح الرئيس الفنزويلي نيكولاس مادورو مع حزبه الاشتراكي المتحد الانتخابات، وفاز بـ17 ولاية من أصل 23 مع 54% من الأصوات الشعبية. ظهرت هذه النتائج رغم حقيقة أن نسب شعبية مادورو قد تراوحت بين 22-17%. لم تكن الحملات الانتخابية عادلة. استخدم أعضاء الحزب الحاكم موارد الدولة لدعم حملاتهم، ما منحهم أفضلية كبيرة على منافسيهم. إن استخدام أموال الدولة في الحملات بالطبع غير قانوني. يعود سبب عدم معالجة هذا الموضوع إلى أن نظام المحاكم الفنزويلية قد تدهور إلى درجة أنه يتصرف فقط لخدمة الحزب الحاكم، بدلًا من خدمة العدالة الحقيقية. هذا ما يجعل فنزويلا ذات ديمقراطية معيبة، من بين العديد من العوامل الأخرى.

## الديمقراطية التفويضية
في الديمقراطيات التفويضية تسود السلطة التنفيذية، وتتمتع كل من السلطة التشريعية والقضائية بسلطة محدودة للغاية على السلطة التنفيذية. في الديمقراطية التفويضية نادرًا ما يتحقق الالتزام بالمعايير الدستورية، ويحدث تقويض الضوابط والتوازنات الخاصة بالسلطة المطلوبة في الديمقراطيات السليمة.
تحدث الديمقراطيات التفويضية عادة عندما يكون هناك حزب حاكم واحد فقط في الدولة. المكسيك قبل عام 1997 هي مثال مثالي على ذلك. ساد الحزب الحاكم في المكسيك، الحزب الثوري المؤسساتي، دون أي رقابة من أي منافس وحكم الدولة كما يراه مناسبًا. أدى حصولهم على أصوات الأغلبية في الكونغرس مع التحكم في السلطة التنفيذية إلى امتلاكهم سلطة عليا على الأرض، فحكموا دون رادع. كان هدف الحزب الثوري المؤسساتي بسيطًا، أن يحكم بقوة لا نزاع فيها. خلال الهيمنة السياسية للحزب الثوري المؤسساتي في المكسيك، كانت الدولة عبارة عن ديمقراطية تفويضية مع حكم السلطة التنفيذية بشكل سائد.

## الأنظمة الأنوقراطية
إن الأنظمة الأنوقراطية فريدة من نوعها بمعنى أنها ليست ديمقراطيات. فهي، بدلًا من ذلك، عبارة عن ديكتاتوريات بمؤسسة تشريعية ديمقراطية. تملك هذه الأنظمة مزيجًا من كل من الخصائص الديمقراطية والاستبدادية التي يمكن أن تؤدي إلى زيادة الصراع داخل الدولة. يمكن أن توجد هذه الأنواع من الأنظمة طالما أن النخبة الحاكمة تتجنب الانتهاكات الجسيمة للحقوق ولا تسرق الانتخابات أو تلغيها. من العوامل الرئيسية الأخرى الضرورية لوجود هذه الأنظمة وعدم تداعيها هو ضمان النظام الحاكم عدم نشر انتهاكات الحقوق بشكل جيد إلى العامة، ما سيؤدي إلى مزيد من الضجة بين الأشخاص الذين يحكمونهم.
كوبا، على سبيل المثال، هي نظام أنوقراطي. فهي تملك كلًا من الصفات الاستبدادية والديمقراطية. في كوبا، يتمتع الرئيس راؤول كاسترو بالسيطرة الكاملة على الدولة من خلال الحزب الشيوعي. ورغم امتلاك الرئيس كاسترو سيطرة كاملة على الدولة، فما تزال هناك سمات ديمقراطية فيها. من هذه السمات وجود «الجمعية الوطنية للسلطة الشعبية». تضم هذه الجمعية نحو 600 عضو يُنتخبون لمدة خمس سنوات عن طريق تصويت شعبي. لا تتصف أي من انتخابات المناصب في الجمعية بالتنافسية. لذلك، في حين أنه ما يزال يوجد في الدولة هيئة تشريعية ديمقراطية، فإن الانتخابات محددة سلفًا دون إجراء انتخابات تنافسية.